# Australienorden
Australienorden (engelska: Order of Australia) är en australisk statsorden som tilldelas australiska medborgare för utmärkande insatser. Även utländska medborgare som gjort stora insatser för Australien kan belönas med Australienorden. Orden är organiserad i en allmän, ursprungligen "civil", och en militär avdelning. Den delas ut av generalguvernören på inrådan av rådet för Australienorden (allmänna avdelningen) eller försvarsministern (militära avdelningen) samt efter godkännande av monarken.

## Historik
Australienorden instiftades av drottning Elizabeth II den 14 februari 1975. Tidigare hade australiska medborgare kunnat få utmärkelser i det brittiska belöningssystemet. Vid instiftandet hade orden tre grader: Companion, Officer och Member. Dessa utökades 1976 med den högre graden Knight/Dame samt med en medalj med rang under Member.
Den 3 mars 1986 godkände drottning Elizabeth II en ändring av stadgarna för orden som bland annat innebar att den högsta graden Knight/Dame avskaffades, dock ej retroaktivt. Mellan 2014 och 2015, under Tony Abbotts tid som Australiens premiärminister, återinfördes denna grad, men är nu alltså åter vilande.

## Grader
Orden är indelad i en militär och en allmän avdelning. Fem grader har använts, varav fyra är aktiva. Graderna är i fallande ordning
- Knight/Dame of the Order of Australia, AK/AD (vilande)
- Companion of the Order of Australia, AC
- Officer of the Order of Australia, AO
- Member of the Order of Australia, AM
- Medal of the Order of Australia, OAM

Ordens medlemmar har rätt att lägga till förkortningen efter sitt namn.